# Міжнародна (Ніццька) класифікація товарів і послуг
Міжнародна класифікація товарів і послуг для реєстрації знаків (МКТП) проводиться відповідно до Ніццької угоди.
З 1 січня 2023 року Всесвітньою організацією інтелектуальної власності (ВОІВ) запроваджена дванадцята редакція МКТП.

## Угода
Ніццька угода міжнародної класифікації товарів і послуг (англ. Nice Agreement Concerning the International Classification of Goods and Services for the Purposes of the Registration of Marks) — угода укладена в межах Паризької конвенції з охорони промислової власності. Укладена 15 червня 1957 р., набрала чинності з 1961 р. Відповідно до цієї угоди країни — члени Ніццького союзу під час реєстрації товарних знаків повинні використовувати як основну або допоміжну систему Єдиної класифікації товарів і послуг. Україна використовує цю класифікацію з 1962 р.